# Damir Kedžo
Damir Kedžo (né le 24 mai 1987) est un chanteur pop et pop-folk croate. Il a commencé sa carrière en 2003 en participant au Story Super Nova Music Talent Show, et est devenu encore plus célèbre en Croatie après avoir remporté la troisième saison de Tvoje lice zvuči poznato, la version croate de Un air de star. Il a également joué dans plusieurs comédies musicales.

## Carrière

### 1987-2002: petite enfance et éducation
Damir Kedžo est né le 24 mai 1987 à Omišalj. Il a terminé l'école de musique à Omišalj et chantait dans une chorale d'église. Quand il était enfant, en plus de chanter, il voulait être gynécologue, mais il a abandonné cette idée en s'inscrivant au Story Super Nova Music Talent Show. Damir a été opéré de la mâchoire, car il ne pouvait ni parler ni manger normalement, et il avait des problèmes avec la prononciation des mots, ce qui était important pour la profession qu'il avait choisie. Après la chirurgie, il n'a pas pu parler pendant un mois, et la guérison complète lui a pris trois mois, quand il pouvait à nouveau mâcher normalement. 

### 2003-2005:Story Supernova Music TalentsetSaša, Tin i Kedžo
En 2003, Kedžo a auditionné pour la première et la seule saison de l' émission de talents Nova TV Story Supernova Music Talents, où il a enthousiasmé le public et le jury avec sa personnalité et ses interprétations de chansons qui l'ont propulsé dans le top 7. Il avait 16 ans au moment où il a décidé de participer à l'une des émissions de télévision croates les plus célèbres.
Un an après, en janvier 2004, il fait partie du groupe de garçons croates Saša, Tin i Kedžo avec Saša Lozar (vainqueur de la deuxième saison de Tvoje lice zvuči poznato) et Tin Samardžić. Le premier album du groupe, intitulé Instant, s'est vendu à 10 000 exemplaires, tandis que leur premier single 365 s'est classé dans les charts croates pendant six semaines. En 2005, le groupe s'est dissous et Kedžo a pris un an de congé dans sa carrière.

### 2006-2009: Melodije Istre i Kvarnera et premier album
Après avoir remporté un prix à Melodije Istre i Kvarnera (MIK) pour le meilleur artiste débutant avec la chanson Ki bi sad reke en 2006 et le prix de la meilleure interprétation pour la chanson Kanet na vetru en 2007, il a vu son chemin dans les chansons pop.

### 2010-2014: Slavianski Bazaar , Dora 2011 et comédies musicales
Damir est également apparu dans la performance croate de la comédie musicale Joseph and the Amazing Technicolor Dreamcoat. Il commence sa carrière d'acteur et est récompensé pour de grands succès de jeunes artistes dans l'opérette et les comédies musicales pour le rôle de Hudi dans la comédie musicale "Crna kuća". 
Il a fait ses débuts en 2006 sur MIK avec la chanson Ki bi sad reke et a remporté le prix du meilleur artiste débutant. En 2007, sur MIK, il remporte le prix de la meilleure interprétation avec la chanson Kanet na vetru et la première place du jury. En 2008, il a publié son premier album avec ses chansons les plus populaires Sjećam se, Idem et Kažnjen u duši. Un an plus tard sur MIK, il remporte la deuxième place du jury et la troisième place du public avec la chanson Peza od zlata. En 2010, lors d'un festival Slavianski Bazaar en Biélorussie, il a remporté le Grand Prix.
En 2011, Kedžo postule pour Dora 2011, la sélection nationale croate pour le concours Eurovision de la chanson 2011. En 2012, il remporte le prix de la meilleure interprétation sur MIK avec la chanson Daj mi kapju vodi et la première place du jury.

### 2015-2019: Tvoje poux zvuči poznato et succès continu
En 2015, il remporte un festival russe "New Wave". Depuis, il commence à travailler sur ses chansons en anglais. En 2016, Damir a eu l'un de ses plus grands concerts à l'occasion de la Journée internationale de la femme devant 3.500 personnes à Zamet Hall, Rijeka.
En décembre 2016, Kedžo a remporté la troisième saison de Tvoje lice zvuči poznato (la version croate de Un air de star, l'émission de télévision croate la plus regardée). Après un grand nombre de performances appréciées (Maurice White de Earth, Wind & Fire, Britney Spears, Petar Grašo, Doris Dragović), il remporte la victoire sous les traits de Mariah Carey. En janvier 2019. Keđo a remporté le Zagrebfest avec une chanson Srce mi umire za njom.

### 2020 à aujourd'hui: Concours Eurovision de la chanson 2020
Le 23 décembre 2019, Kedžo a été annoncé être l'un des 16 participants à Dora 2020, le concours national en Croatie pour sélectionner le représentant national au concours Eurovision de la chanson 2020, avec la chanson Divlji vjetre. Il remporte la compétition avec un total de 31 points et devait représenter la Croatie à Rotterdam. Cependant, l'événement a été annulé en raison de l'épidémie de Covid-19.